# Cima Cars
La cima Cars è una montagna delle Alpi Liguri alta 2.218 m.

## Geografia

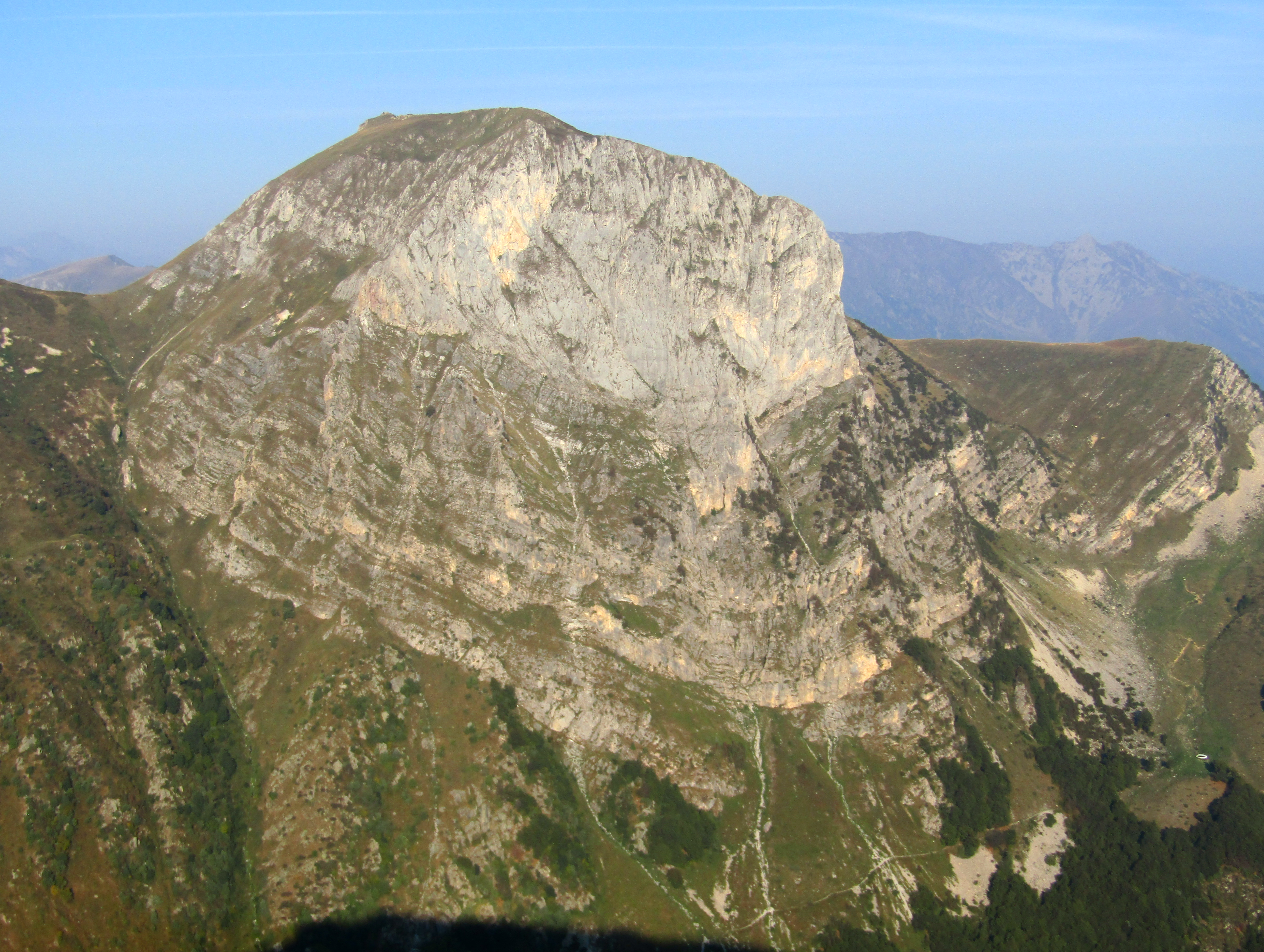
Vista dalla Valle Ellero

La montagna si trova sulla costiera che divide la Valle Ellero (a est) dalla Valle Pesio. È compresa tra il Colletto Pellerina (2.017 m, a nord) e il Colle di Serpentera (2.035 m, a sud). In direzione ovest dalla cima si origina una terza cresta che separa tra loro due valloni laterali della valle Pesio, il vallone Serpentera (a sed) dal vallone del Funtanin; su questo costolone, dopo un colletto a quota 1.985 m ed una elevazione a 2.030 m, si trova la Punta Bartivolera (1.957 m). La prominenza topografica della Cima Cars è di 183 metri, ed è data dalla differenza di quota tra la vetta (2.218 m) e il punto di minimo, che è situato in corrispondenza del Colle di Serpentera (2.035 m). Ad est del punto culminante, su elevazioni secondarie del versante rivolto verso l'Ellero, si trovano alcune croci.

## Geologia
La zona dove sorge la montagna è di natura carsica. Il toponimo stesso Cars è legato a questa caratteristica geologica, come altri nelle Alpi Liguri quali Le Carsene, Sella del Cars, Monte Carsino etc.

## Accesso alla vetta

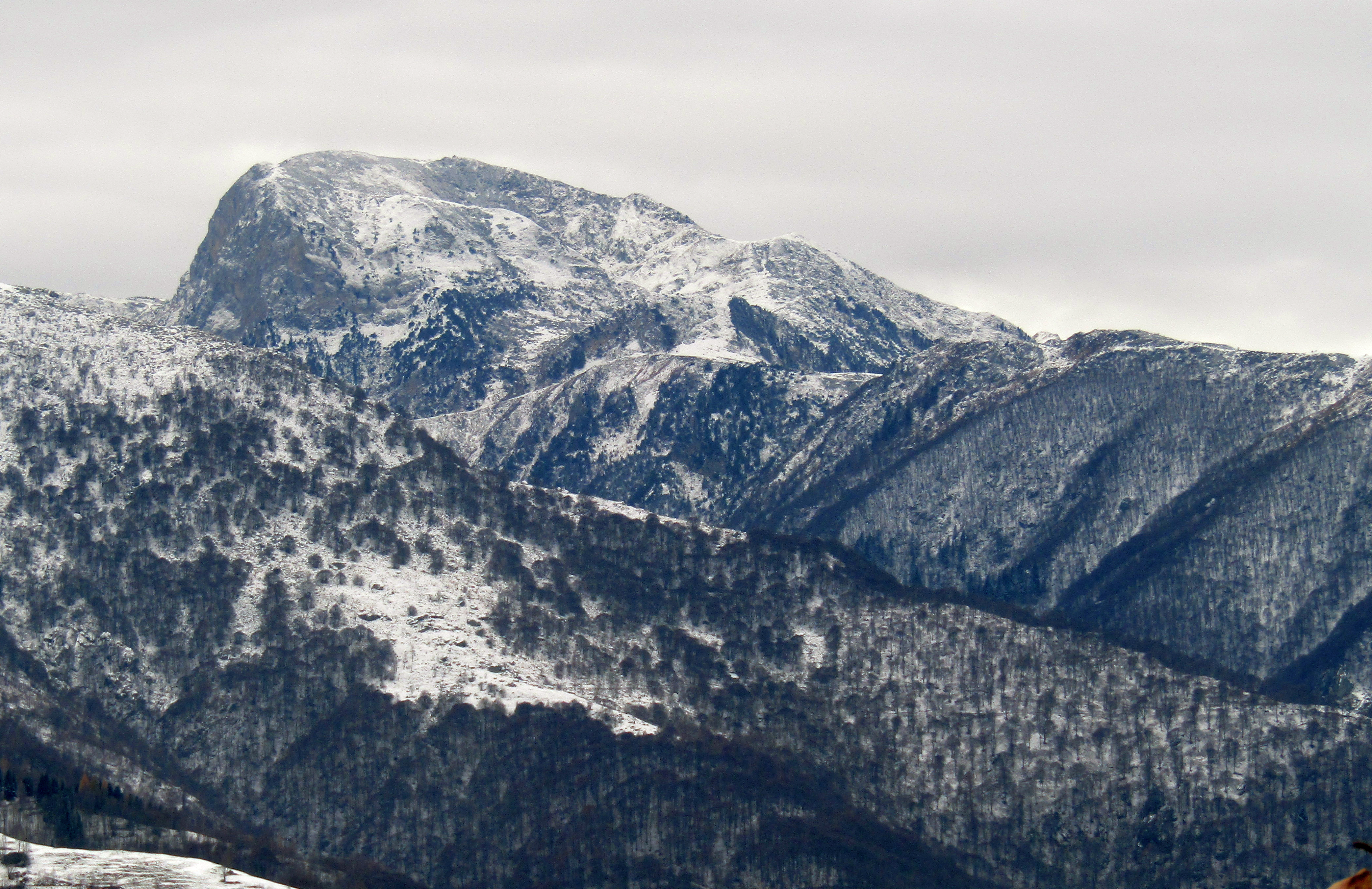
La Cima Cars innevata a fine autunno, vista dal Bric Foltera

La Cima Cars può essere raggiunta da Pian delle Gorre (Valle Pesio) con un itinerario su sentiero di una difficoltà escursionistica E, oppure dalla Val Ellero, partendo da Pian Marchisio.
È anche una meta di escursioni scialpinistiche, considerata di difficoltà BS.

### Punti di appoggio
- Rifugio del Pian delle Gorre (1.032 m).

## Tutela naturalistica
Il versante della montagna affacciato verso la Val Pesio rientra nell'area del Parco naturale del Marguareis.